# Lucas Glover

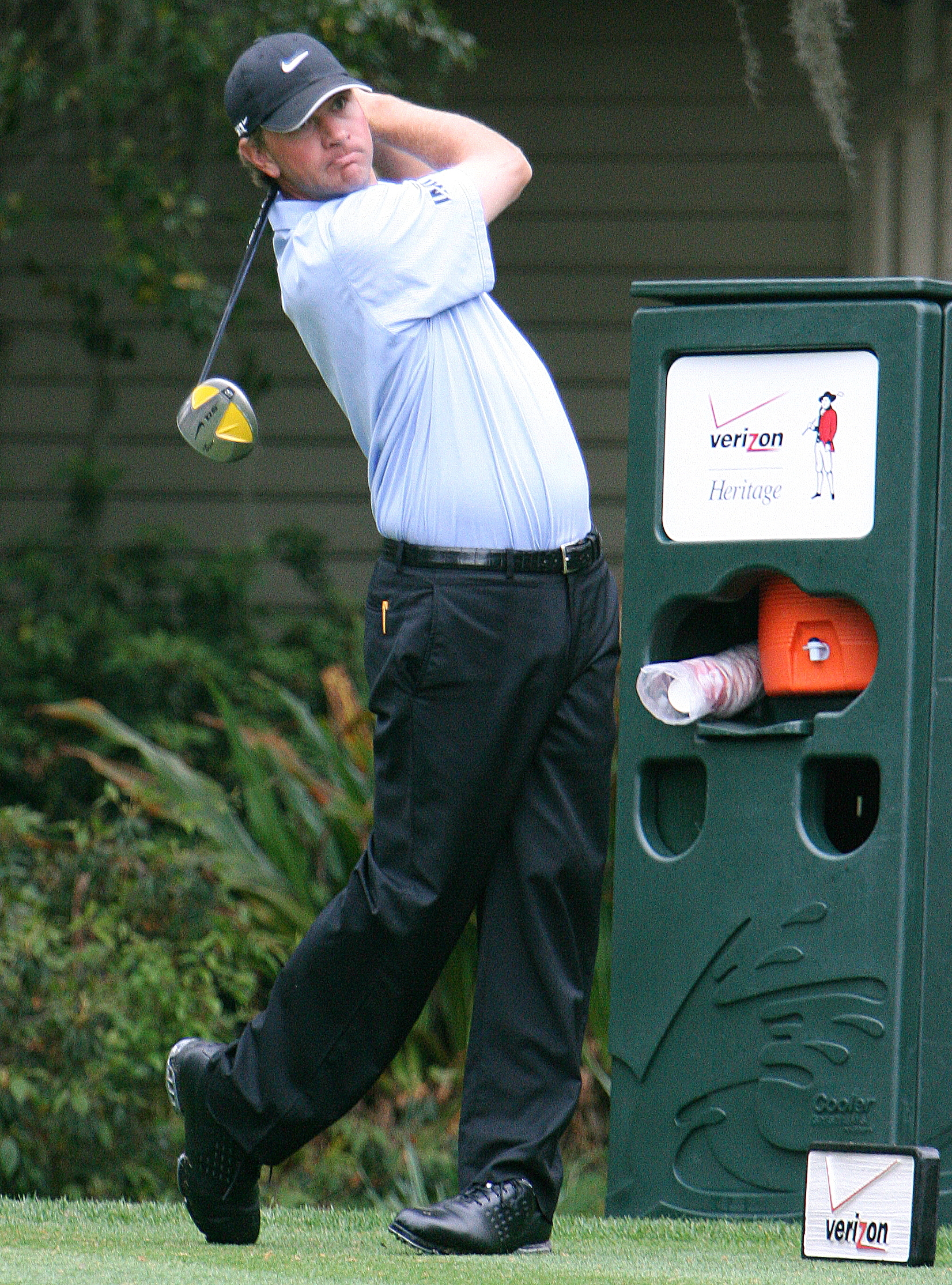
Lucas Glover in 2007

Lucas Hendley Glover (Greenville (South Carolina), 12 november 1979) is een professionele golfspeler uit de Verenigde Staten. Zijn eerste grote overwinning was die in het US Open van 2009.

## Amateur
Glover studeerde van 1998 tot 2001 aan de universiteit van Clemson, en behaalde een graad in de communicatiewetenschappen. Tijdens die periode was hij een succesvolle amateurspeler;

### Gewonnen
- 1998: South Carolina Amateur
- 1999: South Carolina Amateur
- 2000: South Carolina Amateur
- 2001: Sunnehanna Amateur

### Teams
- Walker Cup: 2001
- Palmer Cup: 2001 (winnaars)

## Professional
Glover werd eind 2001 professional.

In 2002 en 2003 speelde hij op de Nationwide Tour en met zijn 17e plaats op de Order of Merit in 2003 promoveerde hij naar de Amerikaanse PGA Tour. In 2005 won hij zijn eerste toernooi op die tour, de 'FUNAI Classic at the Walt Disney World Resort' in Florida. Aan het einde van het seizoen 2005 was hij 30e op de lijst van verdienste met $2,050,068 aan prijzengeld.
In 2009 won hij het US Open met twee slagen voorsprong op Phil Mickelson, Robert Duval en Ricky Barnes. Zijn overwinning was een verrassing, want eerder had Glover het in een Major nooit beter gedaan dan een gedeelde twintigste plaats. In zijn drie voorgaande deelnames aan het US Open had hij nog telkens de cut gemist. Dankzij deze zege steeg hij naar de 18e plaats op de wereldranglijst.

### Gewonnen

#### Nationwide Tour
- 2003: Gila River Classic at Wild Horse Pass Resort

#### PGA Tour
- 2005: FUNAI Classic at the Walt Disney World Resort
- 2009: US Open

#### Elders
- 2001: Oklahoma Open
- 2009: PGA Grand Slam of Golf

### Teams
- Presidents Cup: 2007 (winnaars), 2009 (winnaars)